# Ivalouwayneia ruficapiticauda
Ivalouwayneia ruficapiticauda (лат.) — вид жуков-златок. Эндемик острова Мадагаскар.

## Распространение
Афротропика: Мадагаскар.

## Описание
Мелкие вытянутые златки субцилиндрической формы (длина 6—8 мм, ширина 2 мм) черно-бронзового цвета, с яркой красно-оранжевой передней частью тела (фронтовертекс), благодаря которой отличается от всех мелких златок Мадагаскара.

## Систематика
Род относится к трибе Coraebini Bedel, 1921 (Agrilinae).
- Род Ivalouwayneia Bellamy, 2006[3]
  - Ivalouwayneia ruficapiticauda Bellamy, 2006